# Parque Nacional Shambe
O Parque Nacional Shambe está localizado no Sudão do Sul. Foi criado em 1985 e estende-se por uma área de 620 km2 (240 sq mi).